# Benjamin Logan
Benjamin Logan (1742 - 11 décembre 1802) était un colon américain, militaire et homme politique du comté de Shelby (Kentucky). En tant que colonel de la milice du comté de Kentucky, en Virginie, au cours de la guerre d'indépendance des États-Unis, il était le commandant en second de tous les miliciens du Kentucky. Il s'est également illustré comme l'un des chefs de file de l'indépendance du Kentucky. Son frère, John Logan, a été le premier trésorier de l'État du Kentucky.

## Biographie
Benjamin Logan, né dans le comté d'Augusta, en Virginie. est le fils ainé de David et Jane Logan. À la mort de son père, Benjamin Logan âgé de 15 ans, hérite de la ferme familiale de 350 hectares. Il se marie à Ann Montgomery en 1772, avec laquelle il aura 8 enfants. 
Il sert dans la milice d'Henry Bouquet en Virginie pendant la campagne de 1764 contre les Chaouanons. Dix ans plus tard, il sert comme lieutenant dans la Guerre de Dunmore à l'encontre de la même nation amérindienne. En 1776, Logan déménage dans le Kentucky, qui était alors la région ouest de l'État de Virginie. Il y construit la prison militaire de Fort Logan qui finira par devenir la ville de Saint Asaph, près de Stanford (Kentucky).
En 1776, Benjamin Logan est nommé shérif du comté du Kentucky et juge de paix. Au cours de la guerre d'indépendance américaine, il est classé deuxième officier dans la milice de Virginie, dans le comté du Kentucky, prenant part à la défense des colonies contre les attaques d'Indiens dirigés par les Britanniques. Il a également rejoint les campagnes contre les Indiens au nord du fleuve Ohio, servant sous les ordres de George Rogers Clark bien qu'ils fussent souvent en désaccord sur la stratégie.
Après l'indépendance américaine, Logan est le représentant du Kentucky à la chambre des délégués de Virginie à partir de 1781 jusqu'en 1787, période durant laquelle il devient actif dans la campagne visant à l’éligibilité du Kentucky comme  État indépendant. 
En octobre 1786, Logan, à la tête d'une troupe de miliciens à cheval du Kentucky attaque les villages shawnees dans la vallée de l'Ohio, le long de la petite rivière Miami et de la rivière Mad, au cours de la campagne connue sous le nom du raid de Logan. Ces villages étaient peu défendus, la plupart des guerriers les ayant quittés pour défendre les villages du chef "Little Turtle" de la tribu des Michikinikwa, situés en amont de la rivière Wabash et attaqués par une milice sous le commandement du général George Rogers Clark. Logan envahit et brûla 13 villages, principalement habités de femmes et d'enfants, et détruit les vivres. Il tua ou captura de nombreux habitants, y compris le vieux chef Moluntha, qui s'est rendu en brandissant le drapeau américain et la copie du Traité de Fort Finney de 1785. Alors qu'il était sous la protection des hommes de Logan, le Capitaine Hugh McGary assassina le chef shawnee, à l’insu de ses gardiens. La mort de leur chef provoqua la fureur des indiens Shawnees, qui ripostèrent en redoublant leurs attaques contre les Blancs, entraînant l'escalade de la Guerre amérindienne du Nord-Ouest.
Benjamin Logan a été un de ceux appelant pour la Convention de Danville. Il était délégué lorsque fut écrit la première constitution du Kentucky en 1791 et 1792. Après l'obtention du statut d'État, il a été membre de la Chambre des représentants du Kentucky de 1792 à 1795. Il s'est présenté aux élections de Gouverneur en 1796 et 1800, sans succès. 
En 1802, Benjamin Logan est mort d'une crise cardiaque à l'âge de 60 ans, à son domicile près de Shelbyville (Kentucky). Il est enterré dans le cimetière familial.